# Winter Gold
Winter Gold es un videojuego de deportes de invierno de 1996 desarrollado por Funcom y publicado por Nintendo para la Super Nintendo. En el juego, los jugadores participan en seis disciplinas de deportes de invierno en cuatro sedes olímpicas distintas. Su modo de juego se centra en las pruebas contrarreloj en tres modos jugables, utilizando una configuración principal de cinco botones. Los efectos visuales en 3D fueron impulsados por el chip Super FX2.
Winter Gold obtuvo una recepción mixta por parte de la crítica desde su lanzamiento; Se elogió la presentación, el ritmo rápido, los gráficos de polígonos en 3D, la banda sonora y los controles de estilo tecno, pero algunos se sintieron mixtos en cuanto a la jugabilidad y el diseño de sonido, mientras que se criticaron la falta de valor de rejugabilidad, la paleta de colores limitada y la resolución en formato letterbox.

## Jugabilidad
Winter Gold es un juego de deportes de invierno en el que los jugadores pueden elegir entre seis disciplinas como esquí alpino, salto de esquí, snowboard, esquí acrobático, Bobsleigh y Luge en cuatro sedes olímpicas distintas: Salt Lake City, Lillehammer, Albertville y Nagano. Antes de comenzar el juego, los jugadores eligen el color de su equipo (traje, casco y botas) y su nacionalidad.
Hay tres modos de juego: práctica, competición y circuito. Tanto en los modos de práctica como de competición, los jugadores pueden elegir un oponente y algunas disciplinas o solo una disciplina para participar con el fin de obtener el mejor registro de tiempo o puntuación posible, que se guardan automáticamente a través de la memoria interna respaldada por batería del cartucho. En el modo circuito, el jugador también puede participar en cualquier disciplina pero debe competir contra otros participantes. El jugador avanza a la siguiente sede olímpica alcanzando las tres primeras posiciones dependiendo de la clasificación de tiempo o los puntos de clasificación obtenidos después de terminar cada disciplina. Además del modo para un jugador, también hay un modo multijugador en el que participan hasta ocho jugadores en el modo competición.

### Disciplinas
En descenso, los jugadores deben descender la colina lo más rápido posible y cruzar entre los banderines, mientras evitan los obstáculos en el camino. En la puerta de salida, los jugadores pueden presionar izquierda y derecha en el d-pad a un cierto ritmo para ganar velocidad inicial.
En el salto de esquí, los jugadores tienen como objetivo lograr el salto más largo posible después de descender de una rampa y ajustar su posición de aterrizaje para ganar puntos según el estilo y la distancia.
En el snowboard, los jugadores deben obtener puntos en un half-pipe con un límite de tiempo estricto realizando trucos y combos mediante combinaciones de botones.
El esquí aéreo es similar a la disciplina del snowboard, pero los jugadores saltan desde una rampa y realizan un buen aterrizaje.
En las modalidades de trineo, los jugadores pueden presionar hacia la izquierda y hacia la derecha en el d-pad para ganar velocidad inicial en la puerta de salida y llegar al final del recorrido en el menor tiempo posible. Los jugadores también deben evitar golpear los rieles laterales para no perder velocidad.

## Desarrollo y lanzamiento
Winter Gold fue desarrollado por Funcom y publicado por Nintendo para la Super Nintendo en noviembre de 1996.  El juego estaba alojado en un cartucho de 16 megabits (2 MB) utilizando el chip de mejora Super FX2, una revisión del procesador Super FX desarrollado por Argonaut Software que se utilizó anteriormente en Doom y Yoshi's Island. El chip FX2 funciona a 21,4 MHz, con pines adicionales soldados en la PCB para aumentar el tamaño de ROM y el framebuffer admitidos. Olav Mørkrid, quien anteriormente trabajó en Daze Before Christmas, se desempeñó como programador principal. El artista gráfico principal Rune Spaans, que fue contratado por Funcom en 1994, estuvo a cargo de los modelos 3D, mientras que los coprogramadores Frank Stevenson y Paul Endre Endresen fueron responsables del trazado 3D y la física, respectivamente. Daniel Staver y Dennis Hansen se encargaron del arte adicional. Tanto Mørkrid como Spaans relataron el proceso de desarrollo y la historia del proyecto en una entrevista de 2018 y en el sitio web personal de Spaans.
Mørkrid declaró que Winter Gold fue concebido bajo el título provisional FX Skiing por el productor Erik Gloersen, quien quería hacer un título basado en los Juegos Olímpicos de Invierno de Lillehammer, pero esta idea no se hizo realidad. Preguntó a Gloersen sobre el desarrollo de un juego de deportes de invierno a pesar de que títulos similares no eran buenos, y este último respondió: "Es exactamente por eso que vamos a hacer uno genial". Spaans afirmó que tanto los fondos como las secuencias de video se convirtieron en gráficos vectoriales, mientras que los eventos deportivos se animaron en 3D. La introducción fue creada utilizando deportistas reales. Spaans reveló que los gráficos se realizaron con 3D Studio usando computadoras DOS, mientras que los personajes se hicieron con Alias PowerAnimator usando una estación de trabajo SGI proporcionada por Nintendo que costó $ 50.000.
Spaans declaró que el equipo quería evitar el juego en ralis al desarrollar juegos que se juegan sobre fondos de FMV como Star Wars: Rebel Assault, con el personal ideando un sistema de pistas que hizo posible la construcción de un número infinito de campos. de ocho partes distintas y con fotogramas similares en cada secuencia para usar como transición a una nueva sección de pista. Spaans también declaró que era difícil fusionar personajes en los fondos, pero Mørkrid afirmó que "el juego nunca habría sido" sin la participación de Spaans, Stevenson y Endre Endresen. Jeroen Tel, miembro de Maniacs of Noise, fue responsable tanto de la música como del sonido. Winter Music Oro ' es una reminiscencia de la casa con el rap y funky.

## Recepción
Winter Gold recibió una recepción mixta de los críticos desde su lanzamiento. Roberto Lorente, de Hobby Consolas elogió los gráficos poligonales de ritmo rápido, el diseño de sonido, la jugabilidad y el factor de diversión, pero consideró que la paleta de colores del juego no era muy llamativa. Frederic Berg de Total! elogió la jugabilidad, gráficos poligonales y la música y diseño de sonido tecno-estilo pero criticó la falta de valor de repetición a múltiples sesiones de juego motivan.
Martin Gaksch MAN!AC dio comentarios positivos para la presentación Original, interesantes efectos visuales de polígonos en 3D y rápidas de estimulación de cada disciplina, pero criticando al sonido y los pobres paleta de colores, haciendo eco del mismo sentimiento que Lorente, así como la resolución letterboxed. Wiesner de Video Games consideró los gráficos de ritmo rápido en 3D, muy impresionante para la SNES, las innovaciones de cada disciplina, controles, diseño de la música y el sonido, pero, como Berg, criticó la falta de variedad de juego y otros aspectos, considerándolos mejorables. Christoph Pütz de Mega Fun criticó la falta de colores, pero elogió a la banda sonora.